# Доходный дом Лащ
Доходный дом А. Э. Лащ (Доходный дом А. П. Ливус) — здание в Ростове-на-Дону, расположенное на Пушкинской улице (дом 75) напротив парка имени Максима Горького. Здание построил в начале XX века Александр Эдмундович Лащ. Самые богатые квартиры доходного дома выходили окнами на Пушкинскую улицу, менее престижные — во двор. В настоящее время это многоквартирный жилой дом. Доходный дом имеет статус объекта культурного наследия регионального значения.

## Архитектура
Фасад доходного дома расположен по красной линии Пушкинской улицы. Здание имеет четыре этажа и мансарду. В оформлении фасада присутствуют мотивы готики. Вертикальное членение фасада создаётся благодаря двум крайним раскреповкам, украшенным по бокам колоннами. Раскреповки завершаются щипцовыми фронтонами. Над дверью парадного входа расположены небольшие декоративные колонны и растительный орнамент. Оконные проёмы украшены замковыми камнями. Между третьим и четвёртым этажами фасад украшен поясом с растительным орнаментом. Пятый этаж — мансардный, со слуховыми окнами.